# مئة شاعر وبيت (هياكونين إيشو)

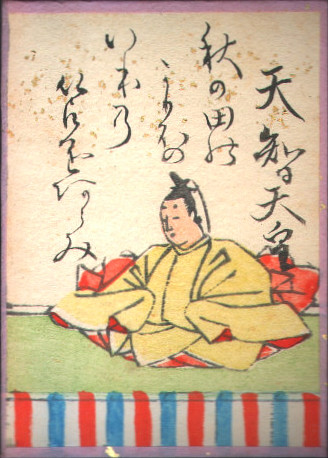
بطاقات شعرية من مئة شاعر وبيت, بطاقة الامبراطور تنجي (تنجي تينو)

"مئةُ شاعرٍ وبيت"، أو كما تُعرَف باليابانية "هياكونين إيشّو" (百人一首)، هي ديوانٌ شعريٌّ جامعٌ، جمع فيه مئة شاعرٍ مئة بيت فكان لكل شاعر بيت او قصيدة واحدة، وكلُّ بيتٍ منها يعبّر عن خوالج نفوسهم وأسرار زمانهم. يتألف الاسم من "هياكو" (百) التي تعني المئة، و"نين" (人) التي تعني الأشخاص أو الشعراء، و**"إيشّو" (一首)** التي تدل على القصيدة الواحدة، في إشارةٍ دقيقةٍ إلى تركيبة هذا الديوان الفريد. يمكن اعتبار الديوان على انه مجموعة أنثولوجيا بوصف غربي حديث.

### أصل الديوان:
قام فوجيوارا نو تييكا (藤原定家)، الشاعر والحافظ لفنون اللغة، في مطلع عصر كاماكورا، بجمع هذه القصائد في مكانٍ يُدعى أوغورا (小倉)، وهو جبلٌ في كيوتو تُنطق أحرف اسمه لتعني "الصغير المٌخزن"، وكأن هذا الجبل كان مأوى للأدب. خطّ تييكا هذه القصائد على "شيكيشي" (色紙)، وهي أوراق مُزخرفة، ليجمع فيها بين جمال الشعر وبديع التصوير.
وقد تحوّلت هذه المجموعة مع الزمن إلى لعبة تُدعى "أوتا كاروتا (歌かるた)"، حيث إن "أوتا" (歌) تعني القصيدة أو الأغنية، و**"كاروتا" (かるた)** مستوحاة من الكلمة البرتغالية "كارد" بمعنى الورق، فصارت لعبة تجمع بين البراعة والمهارة اليدوية.

### أثرها على الفنون:
كان لهذه المجموعة أثرٌ عميقٌ على الفنون اليابانية، إذ حملت معانيها بين طيّاتها رؤىً ألهمت المبدعين في شتّى المجالات:
- الهايكو (俳句): وهو الشعر الياباني القصير، الذي ورث من "هياكونين إيشّو" دقة الوصف و الإختزال.
- الأوكييو-إه (浮世絵): التي تعني حرفيًا "صور العالم العائم"، وهو نوعٌ من الرسم يُظهر مشاهد مستوحاة من قصائد المجموعة، فتتجسد الكلمات على الورق.
- الراكوغو (落語): والتي تعني "الكلمات الساقطة"، وهي حكاياتٌ تُلقى بأسلوب أدبيّ بارع، وتحمل بين طيّاتها مضامين مستلهمة من هذه الأشعار. وهو فنّ الحكاية اليابانية.

### موقعها في العصر الحديث:
ما زالت هذه المجموعة تُستخدم حتى يومنا هذا في لعبة "كاروتا التنافسية (競技かるた)"، يتكون اسمها من "كيوغي" (競技) التي تعني المنافسة، وكاروتا، وتمزج بين الحفظ السريع وردود الفعل الحادّة.
.

## ملخص

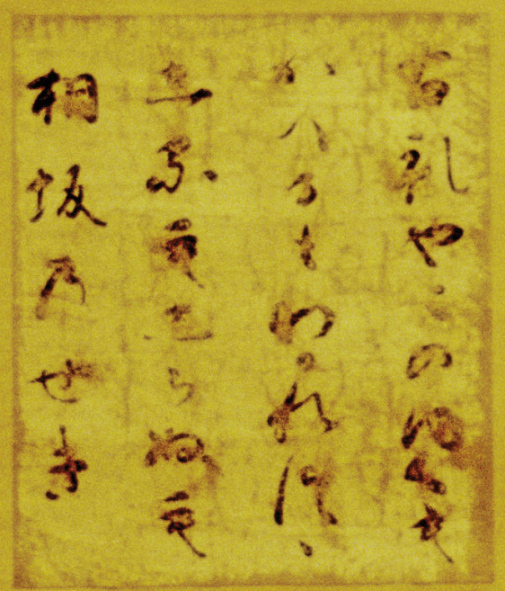
ورق كوكورا الملون (سيممارو)

مجموعة أوغورا مئة قصيدة لشاعر واحد (小倉百人一首)، ديوان جمعه الشاعر فوجيوارا نو تييكا (藤原定家)، الذي عاش بين أواخر عصر هييان (平安時代)، أي "زمان السلام"، وبدايات عصر كاماكورا (鎌倉時代)، وهو زمان سلطة الساموراي الناهضة. هذا العمل لم يكن بأمر سلطاني كـ**"كوكين واكا شو" (古今和歌集)**، الذي يعني "مجموعة أشعار قديمة وحديثة"، بل كان اجتهادًا فرديًا من تييكا.

### أصل المجموعة:
ذكر العالم أوياما كازويا أن هذه القصائد جُمعت بطلبٍ من رجل يُدعى أوتسونوميا رينجو (宇都宮蓮生)، وهو فارس خاضع لسلطة كاماكورا (鎌倉幕府)، أي "دار الحكم في كاماكورا". أراد رينجو من تييكا أن يكتب على "شيكيشي (色紙)"، وهي أوراق تُزيَّن بألوان وزخارف، كلماتٍ تُزيّن بها "أبوابًا منزلقة" (襖)، لتُزين داره المعروفة باسم "أوغورا سانسو" (小倉山荘)، أي "دار أوغورا الصغيرة"، وهي في موضع يُسمّى ساغا (嵯峨野)، بمعنى "المروج الجبلية" في كيوتو.
في سجلاته المسماة "ميغيتسوكي (明月記)"، أي "ذكرى القمر المضيء"، دوَّن تييكا ما فعله في اليوم السابع والعشرين من شهر مايو، سنة ألف ومئتين وخمس وثلاثين، وذكر أسماء شعراء كالإمبراطور تينجي (天智天皇)، الذي يعني "الإمبراطور العارف بالحكمة"، وفوجيوارا نو إيياسو (藤原家隆)، الذي يعني "فوجيوارا العريق"، وفوجيوارا نو ماساتسوني (藤原雅経)، أي "فوجيوارا صاحب الحكم الرفيع". أثبت الباحثون أن تلك القصائد وردت في سجلات تييكا، مما يقطع بصحة نسبتها إليه.

### تطور المجموعة:
النسخة الحالية تُرتَّب وفق عصور الشعراء، وكل قصيدة فيها تعود إلى شاعر واحد، ويبلغ عددهم مئة. أما النسخة الأصلية، وكانت تُسمّى "مئة قصيدة مميزة" (百人秀歌)، أي "شعر مختار لمئة شاعر"، فلم تكن مرتبة، بل كُتبت وفق طريقة "أوتا-آوازه (歌合)"، أي "مبارزة الشعر"، وهو أسلوب يقوم على مقارنة القصائد في سياق تنافسي.

### إضافات لاحقة:
تقول الروايات إن ابن تييكا، فوجيوارا نو تاميئيه (藤原為家)، أدخل تغييرات بعد وفاة والده. ويُستدل على ذلك بإضافة قصيدتين للإمبراطورين (後鳥羽院)، أي "الإمبراطور الطائر إلى الوراء"، وجونتوكو إن (順徳院)، أي "الإمبراطور السالك للفضيلة"، وهما قصيدتان لم تظهرا في النسخ الأولى أو يوميات تييكا.

### المجموعة وأسماؤها الأولى:
كانت المجموعة في أول أمرها بلا اسمٍ محدد، تُعرف بأسماء وصفية مثل "أوغورا سانسو شيكيشي واكا (小倉山荘色紙和歌)"، أي "قصائد مكتوبة على أوراق مزخرفة في دار أوغورا الجبلية"، أو "ساغا سانسو شيكيشي واكا (嵯峨山荘色紙和歌)"، أي "قصائد مكتوبة على أوراق زُخرفت لدار ساغا الجبلية"، أو ببساطة "أوغورا شيكيشي (小倉色紙)"، أي "أوراق أوغورا المزخرفة". ارتبط الاسم الحالي بالدار الجبلية التي أنشأها تييكا على جبل أوغورا (小倉山)، ومعناه "الجبل الصغير المخزن".

### نظريات حول نشأتها:
اختلف أهل الرأي في أصل هذه المجموعة. قال بعضهم إنها جمعت بناءً على طلب أوتسونوميا رينجو (宇都宮蓮生)، وهو فارسٌ من فرسان كاماكورا (鎌倉幕府)، أي "دار الحكم في كاماكورا". وقيل إن الأوراق الزخرفية أُعدّت لزينة دار تييكا نفسه في منطقة ساغا (嵯峨)، أي "المروج الجبلية". أما القصائد المكتوبة عليها، فقد حملت معاني الحكمة والشجاعة والفخر.

### تطور المجموعة وانتشارها:
في أواخر عصر موروماتشي (室町時代)، كان الشاعر سوغي (宗祇) أول من كتب شرحًا لمجموعة مئة قصيدة في كتابه "هياكونين إيشو شو (百人一首抄)"، أي "شروح مئة قصيدة لشاعر واحد". صار الكتاب مرجعًا لتعلم الشعر الياباني التقليدي "واكا (和歌)".
ومع دخول عصر إيدو (江戸時代)، عمّت الطباعة الخشبية اليابان، فطُبعت القصائد برسومات تزينها، وسرعان ما أصبحت لعبة شعبية تُعرف بـ**"أوتا كاروتا (歌かるた)"**، وهي لعبة البطاقات الشعرية وتعرف بسرعتها.
مجموعة أوغورا مئة بيت لشاعر واحد (小倉百人一首) ترتبط بعملٍ آخر منسوبٍ للشاعر ذاته يُدعى "مئة قصيدة مميزة" (百人秀歌). هذا العمل يختلف عن المجموعة الشهيرة في طريقة الترتيب واختيار القصائد والشعراء، وهو جزءٌ من تاريخ أدبي وثيق الصلة بتطور الشعر الياباني.

### الاختلاف بين العملين:
1. الترتيب: مجموعة مئة قصيدة لشاعر واحد رتبت القصائد حسب تعاقب الشعراء عبر الزمن، بينما مئة قصيدة مميزة جُمعت وفق أسلوب "أوتا-آوازه (歌合)"، أي "مبارزة الشعر"، حيث تُعرض القصائد للمقارنة بين قوتها الأدبية دون اعتبار للزمن.
2. اختيار القصائد: في مئة قصيدة مميزة، لم تُضمّن قصائد الإمبراطورين غوتوبا إن (後鳥羽院) وجونتوكو إن (順徳院). بدلًا منهما، أُضيفت قصائد شخصيات أخرى مثل الإمبراطورة إيتشو إن (一条院皇后宮)، ومعنى اسمها "الإمبراطورة قصر الإيتشو"، وغون تشوناغون كونينوبو (権中納言国信)، أي "نائب الوزير كونينوبو"، وغون تشوناغون ناغافوسا (権中納言長方)، أي "نائب الوزير ناغافوسا".
3. النصوص: بعض القصائد تغيّر مضمونها. مثلًا، قصيدة الشاعر ميناموتو نو توشيوري (源俊頼朝臣) في مئة قصيدة لشاعر واحد كانت بعنوان "أوكاريكيرو" (うかりける)، أي "العاشق المرفوض"، بينما جاءت في مئة قصيدة مميزة بعنوان "يامازاكورا" (山桜)، وتعني "زهور الكرز الجبلية".

### مصير الأوراق المزخرفة (小倉色紙):
أوراق أوغورا شيكيشي (小倉色紙)، التي تعني "الأوراق المزخرفة لدار أوغورا"، كانت كنزًا يُتداول بين الأجيال.
- في عصر موروماتشي (室町時代)، أصبح تعليقها في غرف الشاي جزءًا من طقوس "سادو (茶道)"، أي "فنون الشاي"، وصارت رمزًا للتقدير الأدبي والفني.
- خلال عصر سينغوكو (戦国時代)، رُوي أن الفارس أوتسونوميا شينفوسا (宇都宮鎮房) رفض تسليم هذه الأوراق إلى الحاكم تويوتومي هيديوشي (豊臣秀吉)، مما أدى إلى مقتله وانقراض أسرته.

### قيمتها واندثارها:
- في عصر إيدو (江戸時代)، ارتفعت قيمة أوراق أوغورا حتى بلغ سعر الورقة الواحدة أكثر من ألف ريو (両)، وهو مبلغ عظيم في ذلك الزمان.
- مع مرور الزمن، تفرقت الأوراق وفُقدت، ولم يبقَ منها سوى ثلاثون ورقة بحلول عصر إيدو.
- نظرًا لقيمتها العالية، انتشرت نسخ مزيفة، وظلت النسخ الحقيقية محل شك، إذ أن بعضها ربما كُتب في عصور لاحقة.

### الشعراء وتركيب المجموعة:
ضمت المجموعة شعراء من مختلف الطبقات والمنازل:
- الرجال (79 شاعرًا):
  - الأباطرة (7): يمثلون قمة السلطة، وهم رموز الدولة.
  - الأمراء (1): وهو أحد أفراد البيت الإمبراطوري.
  - النبلاء (28): من بينهم أربعة كانوا وصاة ومستشارين إمبراطوريين، وواحد كان قائدًا للجيش.
  - النبلاء الصغار (28): من الطبقة الدنيا بين النبلاء.
  - الرهبان (12): انعكاسًا لاهتمام هذا العصر بالديانات.
  - شعراء مجهولون (3): لم يُعرف عنهم سوى أسمائهم.
- النساء (21 شاعرة):
  - إمبراطورة واحدة.
  - أميرة ملكية(1): ابنة إمبراطور.
  - وصيفات البلاط (17): وهنّ شاعرات البلاط الملكي.
  - أمهات النبلاء (2): نساء من الطبقات العليا.

### موضوعات القصائد:
قسمت القصائد حسب موضوعاتها وأغراضها:
- الفصول:
  - الربيع (6 قصائد).
  - الصيف (4 قصائد).
  - الخريف (16 قصيدة).
  - الشتاء (6 قصائد).
- الحب (43 قصيدة): وهو الغرض الأوسع انتشارًا.
- الفراق والأسفار (5 قصائد): وتشمل قصائد عن الشوق والوداع.
- موضوعات شتى (19 قصيدة): مثل التأمل والحياة اليومية.

### اختيار القصائد والمصادر:
جُمعت القصائد من مختارات شعرية إمبراطورية مثل:
- "كوكين واكا شو" (古今和歌集): وتعني "مجموعة أشعار الماضي والحاضر".
- "شين كوكين واكا شو" (新古今和歌集): وتعني "مجموعة الأشعار الحديثة".

### مراحل تطور الشعر الياباني في المجموعة:
1. الشعر الأولي (万葉集): في زمن مانيوشو، جمعت القصائد من مختلف الطبقات الاجتماعية، بما في ذلك الأباطرة، الجنود، والمزارعون. كان الشعر صادقًا وبسيطًا.
  - من أبرز شعراء هذا العصر: كاكي نو موتو نو هيتومارو (柿本人麻呂).
2. عصر الروابط الفنية (六歌仙): ازدهرت الحيل اللغوية مثل الكناية والازدواج اللفظي، وبرز شعراء مثل:
  - أونو نو كوماتشي (小野小町): وهي شاعرة اشتهرت بجمالها وموهبتها.
3. ظهور النساء كشاعرات بارزات: في عصر هييان، أصبحت النساء مركزًا للأدب:
  - إيزومي شيكيبو (和泉式部): معروفة بقصائدها العاطفية.
  - موريكامي نايوشي (伊勢大輔): كتبت في موضوعات البلاط.
4. الانتقال إلى عصر الرهبان والمحاربين: مع ظهور عصر كاماكورا (鎌倉時代)، زادت أهمية الرهبان والمحاربين. انعكس ذلك في قصائد مثل تلك التي كتبها:
  - سايجو (西行): راهب وشاعر انعزل في الجبال.

### الاستخدام التعليمي:
في المدارس اليابانية، تُعرض المجموعة على الطلاب لتكون مدخلًا لفهم الأدب الكلاسيكي. القصائد كلها قصيرة، مكونة من 31 مقطعًا صوتيًا (5-7-5-7-7)، مما يسهل الحفظ. تُستخدم لتعليم قواعد اللغة وأسلوب الكتابة اليابانية التقليدية مثل:
- الكناية (掛詞): وهي كلمات تحمل معاني مزدوجة.
- الانسجام النحوي (呼応副詞): وهو التناسب بين أجزاء الجملة.

تُحفّظ هذه القصائد للطلاب حتى تصبح ذاكرتهم مأهولةً بالشعر، كما أن النصوص تُدرَّس لتُظهر أمثلة على تركيب الجمل والأساليب البلاغية.

### لعبة الكاروتا (かるた):
الكاروتا هي لعبة تعتمد على بطاقات مستوحاة من المجموعة. كل بطاقة تقسم إلى نوعين:
1. بطاقة القراءة (読み札): مكتوب عليها القصيدة بالكامل، ومعها اسم الشاعر وصورته.
  - تُكتب القصيدة بحروف الكانجي (漢字) والهيراغانا (ひらがな)، حيث تحمل الصورة طابع "ياماتو إي" (大和絵)، أي الرسم الياباني التقليدي.
2. بطاقة الالتقاط (取り札): تحتوي على الجزء الأخير من القصيدة مكتوبًا بالهيراغانا فقط.

شرح الكانجي:
- 読み札 (يومي فودا): "يومي" تعني "قراءة"، و"فودا" تعني "بطاقة".
- 取り札 (توري فودا): "توري" تعني "التقاط"، و"فودا" تعني "بطاقة".

تُصنع البطاقات من ورق مقوًى، بحجم 74×53 مم. البطاقات كلها متشابهة من الخلف، لكن "بطاقات القراءة" تُزخرف بالألوان والصور، بينما "بطاقات الالتقاط" تُطبع عليها الكلمات فقط.

### القواعد العامة للكاروتا:
1. توضع بطاقات الالتقاط مبعثرة على الأرض.
2. يقرأ الحكم النص من بطاقات القراءة.
3. يُسمح للاعبين بالتقاط البطاقة الصحيحة إذا عرفوا النص قبل أن يُكمل الحكم القراءة.
4. تُحدد الفائز بناءً على عدد البطاقات الملتقطة.

### أنواع الكاروتا:
1. كاروتا الجملة السفلية (下の句かるた):
  - يقرأ الحكم الجزء الأخير فقط من القصيدة، وعلى اللاعبين التقاط البطاقة التي تحتوي عليه.
  - تُمارَس في منطقة هوكايدو (北海道)، حيث تُصنع البطاقات من الخشب، وتُكتب النصوص بخط "كوشيجي" (崩し字)، أي الخط الياباني القديم.
2. كاروتا معكوسة (逆さまかるた):
  - تُقرأ الجملة السفلية، وعلى اللاعب أن يعرف الجملة العليا من القصيدة.
3. كاروتا تنافسية (競技かるた):
  - تُنظَّم مباريات رسمية وفق قواعد جمعية الكاروتا اليابانية (全日本かるた協会).
  - تُستخدم 50 بطاقة فقط من أصل 100 في المباريات، مع قراءة كل النصوص المئة.

### الارتباط بالتقاليد:
ارتبطت الكاروتا بتقاليد الاحتفال بالسنة الجديدة (正月)، إذ كان الأطفال يجتمعون للسهر واللعب في هذا الموسم. هذا التقليد بدأ في عصر إيدو (江戸時代)، حين كانت القصائد تُقرأ كممارسة لتعليم الشعر والأدب.
الاثر عبر العصور:
ألهم هذا الديوان عصورًا لاحقة لتأليف مجموعات مشابهة، كل واحدة منها حملت غرضًا جديدًا وأسلوبًا مختلفًا، بعضها لتوسيع نطاق الشعراء، وبعضها لتخصيص الفئات أو الموضوعات. هذه المجموعات تُظهر تغيرًا في الاهتمامات الأدبية اليابانية مع مرور الزمن، وتكشف عن سعي دائم لإعادة تأطير الشعر ليتوافق مع قضايا كل عصر.

### المجموعات المشابهة قبل العصر الحديث:
1. المئة قصيدة الجديدة (新百人一首):
  - أُعدت في عام 1483م على يد أشيكاغا يوشي‌ناو (足利義尚).
  - ضمت قصائد لشعراء لم يظهروا في أوغورا الأصلية، إلا أنها تضمنت أخطاءً مثل إدراج قصيدة تنتمي لشاعر ورد بالفعل في المجموعة الأصلية.
  - معنى "新百人一首": "المئة قصيدة الجديدة". 新 تعني "جديد"، و百人一首 تعني "مئة قصيدة لشاعر واحد".
2. المئة قصيدة للمحاربين (武家百人一首):
  - أُعدت بين القرن السابع عشر والثامن عشر.
  - جمعت قصائد محاربين من عصور هييان (平安時代) إلى موروماتشي (室町時代).
  - 武家 (بوكيه): تعني "أسرة المحاربين". 百人一首 تعني "مئة قصيدة".
3. مئة قصيدة للأبطال (英雄百人一首):
  - أُعدت عام 1844م، وجمعت قصائد محاربين من عصور متعددة.
  - أُرفقت برسومات وملاحظات قصيرة حول الشعراء.
  - 英雄 (إييو): تعني "الأبطال"، وتصف المحاربين والشخصيات البطولية.
4. مئة قصيدة للنساء البارزات (烈女百人一首):
  - أُصدرت عام 1847م، وركزت على شعر نساء شهيرات.
  - 烈女 (ريتسوجو): تعني "النساء البارزات"، وتشير إلى القوة أو الشهرة الأدبية.
5. مئة قصيدة للنسّاك والمحاربين الشرفاء (義烈百人一首):
  - أُصدرت عام 1850م، وجمعت قصائد نسّاك ومحاربين وزوجاتهم.
  - 義烈 (غيريتسو): تعني "الشرف النبيل"، وتصف القيم الروحانية والمحاربة.

### المجموعات المشابهة في العصر الحديث:
1. مئة قصيدة وطنية (愛国百人一首):
  - أُعدت عام 1940م لتعكس الروح الوطنية.
  - اختيرت القصائد بعناية لتعبّر عن حب الوطن في سياق حروب اليابان.
  - 愛国 (أي كوكو): تعني "حب الوطن"، وتشير إلى النزعة القومية.
2. مئة قصيدة إمبراطورية (皇国百人一首):
  - أُصدرت عام 1942م، وجمعت قصائد لأفراد من العائلة الإمبراطورية وشعراء وطنيين.
  - 皇国 (كوكوكو): تعني "الدولة الإمبراطورية"، وتصف النظام السياسي المرتبط بالإمبراطور.
3. مئة قصيدة بالأبجدية اللاتينية (横文字百人一首):
  - أُعدت عام 1873م، ونُشرت باستخدام الأبجدية اللاتينية لتعليم اليابانيين كتابة لغتهم بحروف غربية.
  - 横文字 (يوكو موجي): تعني "الحروف الجانبية"، وهو تعبير يشير إلى النصوص المكتوبة بحروف أجنبية.
4. مئة قصيدة حديثة (新々百人一首):
  - أُصدرت عام 1999م، وتجنبت تكرار القصائد من المجموعة الأصلية، مركزة على شعراء العصر الحديث.
  - 新々 (شين شين): تعني "جديدة جديدة"، لتأكيد الحداثة المزدوجة.
5. مئة قصيدة معاصرة (平成新選百人一首):
  - أُصدرت عام 2002م، لتضم قصائد جديدة لا تتداخل مع أي مجموعة سابقة.
  - 平成 (هييسيه): هو اسم العصر الياباني المعاصر حينها، ويعني "السلام المتناغم".

### الأعمال الموسيقية:
1. 八重衣 (ياي-غورو مو):
  - 八重 (ياي): تعني "متعدد الطبقات"، وتشير إلى الكثرة أو التعدد.
  - 衣 (غورو مو): تعني "الثوب" أو "الحلة".
  - مقطوعة موسيقية للغناء والآلات الوترية، اختيرت فيها خمس قصائد من المجموعة، مرتبة وفق الفصول الأربعة.
2. 千鳥の曲 (تشيدوري نو كيوكو):
  - 千鳥 (تشيدوري): "طيور الزقزاق"، وهي طيور بحرية تُغنّي في الليالي.
  - 曲 (كيوكو): "المقطوعة" الموسيقية.
  - عمل موسيقي يتخذ من صوت الطيور رمزًا للتواصل مع الطبيعة.
3. 邦楽 (هوجاكو):
  - 邦 (هو): "الوطن" أو "الدولة".
  - 楽 (غاكو): "الموسيقى"، وتشير إلى الموسيقى اليابانية التقليدية.
4. さくら百人一首 (ساكورا هياكونين إيشّو):
  - さくら (ساكورا): "زهور الكرز"، رمز الجمال العابر.
  - 百人一首 (هياكونين إيشّو): "مئة قصيدة لشاعر واحد".

### الأعمال الأدبية:
1. 百人一首殺人事件 (هياكونين إيشّو ساتسوجين جيكين):
  - 殺人 (ساتسوجين): "قتل" أو "جريمة قتل".
  - 事件 (جيكين): "حادثة" أو "قضية".
  - رواية بوليسية تدور حول لغز مرتبط بالمجموعة.
2. 歌枕殺人事件 (أوتا ماكورا ساتسوجين جيكين):
  - 歌枕 (أوتا ماكورا): "وسادة الشعر"، تشير إلى المواقع أو الرموز المرتبطة بالقصائد.
3. ちはやふる (تشاهايافورو):
  - 千早振る (تشاهايافورو): تعني "القوي المتألق"، وصف يرد في إحدى القصائد.

### الأعمال البصرية (أنيمي وأفلام):
1. 名探偵コナン から紅の恋歌 (ميتانتي كونان: كارا كوري نو رينكا):
  - 名探偵 (ميتانتي): "المحقق العظيم".
  - 紅 (كوري): "الأحمر"، رمز المشاعر.
  - فيلم أنمي من سلسلة مانجا وأنمي المحقق الكونان يتناول موضوع منافسات الكاروتا المرتبط بالديوان.
2. ちはやふる (تشاهايافورو):
  - سلسلة أنمي مقتبسة من مانجا بالإسم عينه تدور حول المنافسة في لعبة الكاروتا.

### الألعاب الرقمية:
1. タッチで楽しむ百人一首 (تاتشي دي تانو شيمو هياكونين إيشّو):
  - タッチ (تاتشي): "اللمس".
  - 楽しむ (تانو شيمو): "الاستمتاع".
  - لعبة تعليمية تعتمد على التفاعل المباشر.
2. 百人一首CD-ROM (هياكونين إيشّو سي دي روم):
  - برنامج تفاعلي على الاقراص يعتمد على المجموعة، يجمع بين التعليم والتسلية.

### الأعمال التلفزيونية:
1. かるたクイーン (كاروتا كوين):
  - かるた (كاروتا): "لعبة البطاقات".
  - クイーン (كوين): "الملكة".
  - مسلسل درامي يعرض منافسات الكاروتا.
2. 咲くやこの花 (ساكو يا كونو هانا):
  - 咲く (ساكو): "يزهر".
  - 花 (هانا): "زهرة".
  - دراما مستوحاة من القصائد اليابانية.

### الترجمات والكتب:
1. スペイン語で詠う小倉百人一首 (سيبينغو دي أومو أوغورا هياكونين إيشّو):
  - スペイン語 (سيبينغو): "اللغة الإسبانية".
  - ترجمة المجموعة إلى الإسبانية مع شرح شامل.
2. WAKA WAKA 100 - Hyakunin Isshu:
  - ترجمة حديثة تسعى لجعل المجموعة مفهومة للأجيال الجديدة.

### كاروتا

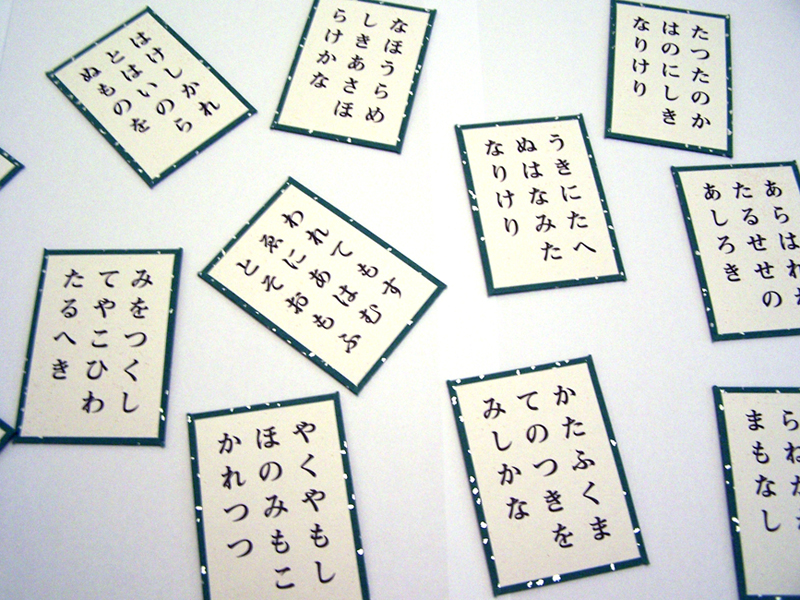
كاروتا" (لعبة البطاقات)

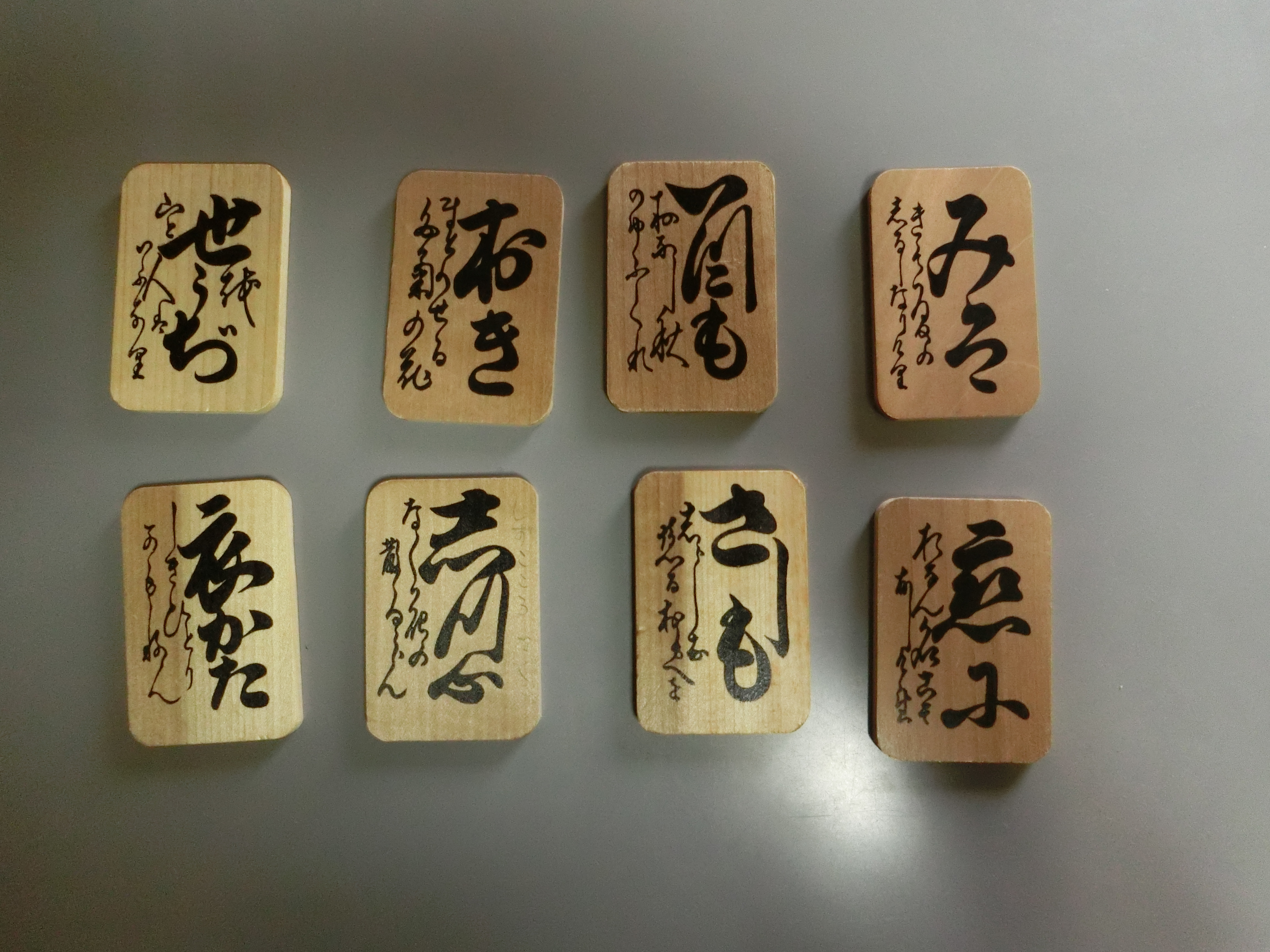
下の句かるた (شيمو نو كو كاروتا)تعني "كاروتا الجملة السفلية"، وهي نوع من لعبة الكاروتا (لعبة البطاقات) يركز على الجملة السفلية (下の句) من القصائد اليابانية التقليدية، وبالتحديد القصائد الموجودة في مجموعة أوغورا مئة بيت لشاعر واحد (小倉百人一首).

لقد غدا "Hyakunin Isshu" في هذا الزمن يُذكر باسم الكاروتا أكثر مما يُعرف بأنه ديوان قصائد، واشتُهر بين الناس حتى صار مألوفًا، خصوصًا كونه تقليدًا متأصلاً في حياتهم وبالذات في كل بداية للعام الجديد .
تتألف لعبة "Hyakunin Isshu Karuta" من مئتي بطاقة موزعة بالتساوي بين نوعين: مئة بطاقة قراءة تُعرف بـ"يومي فودا" (読み札) ومئة بطاقة التقاط تُسمى "توري فودا" (取り札). يُصنع كلا النوعين من ورقٍ متين يُلصق بإحكام في طبقات، مستوحى من تصميم بطاقات "هانافودا" التقليدية، ويبلغ حجم كل بطاقة عمومًا نحو 74 × 53 ملم. لا فرق بين يومي فودا وتوري فودا من حيث المواد أو الهيكل أو الخلفية، فكلاهما متطابق في شكله الخارجي.
أما الوجوه الأمامية للبطاقات، فتختلف في تفاصيلها. بطاقة القراءة (يومي فودا) تزدان برسمٍ تقليدي بأسلوب "ياماتو إي" (大和絵)، وهو الفن الياباني العريق الذي يُحاكي اللفائف الشعرية القديمة. يُضاف إلى الرسم اسم الشاعر ونص القصيدة الكامل (واكا) مكتوبًا بخط متقن. وعلى العكس من ذلك، تحمل بطاقة الالتقاط (توري فودا) الجملة السفلية فقط من القصيدة مكتوبة بخطٍ بسيط ومجرد، خالية من الزخارف أو الألوان التي تميز يومي فودا.
أما يومي فودا، فتُلون بعناية لتُبرز تفاصيلها، فيما تبقى توري فودا أكثر بساطة، حيث يقتصر دورها على تسهيل التقاط الجملة الصحيحة خلال اللعبة. هذا التمايز بين النوعين ليس عبثًا، بل يعكس جوهر اللعبة التي تدمج بين التنافس الحماسي والاحتفاء بالفن والشعر، مما يجعلها جزءًا حيًا من التراث الياباني.
في عهد إيدو (江戸時代)، كانت بطاقات "هياكونين إيشو" تُعد بطريقة مختلفة عما هي عليه اليوم. إذ لم يُكتب على بطاقة القراءة (يومي فودا) سوى اسم الشاعر والشطر العلوي من القصيدة (هايكو)، بينما اقتصر نص الشطر السفلي على بطاقة الالتقاط (توري فودا)، وكان يُخطّ بأحرف متصلة، تُظهر طابع الخط التقليدي القديم. لم تكن القصيدة تُكتب كاملة على بطاقة القراءة كما يجري في العصر الحاضر.
صُممت لعبة "أوتا غاروتا" (歌ガルタ) حينذاك لأداء غاية محددة، وهي مساعدة اللاعبين على حفظ قصائد "هياكونين إيشو"، فجعلوا النصوص مختصرة ليسهل استذكارها واستحضارها. ولم يكن الاهتمام منصبًا على الزخارف أو الصور؛ لذلك استمر الناس آنذاك في استخدام بطاقات قراءة خالية من صور الشعراء، واعتمدوا على النصوص فقط ليختبروا ذاكرة اللاعبين.
بقيت تلك البطاقات تُستخدم بهذه البساطة حتى منتصف عهد إيدو، حيث استمر اللاعبون يلتقطون بطاقات الالتقاط من الأرض بينما يُنصت الحكم إلى صوت الحفظ وهو يختبر قدرتهم. ومع تقدم الزمن، بدأت المجتمعات تُضيف الصور والزخارف إلى بطاقات القراءة، فحولوا هذه اللعبة من مجرد وسيلة للحفظ إلى لوحة تدمج الفن بالكلمة، وأعادوا تشكيلها لتلائم جماليات العصر الحديث، لكنهم حافظوا على روحها الأصلية التي تُعلي من قيمة الحفظ والذاكرة. حتى يومنا هذا، في هوكايدو (北海道)، تُمارَس لعبة فريدة من نوعها ضمن ألعاب "هياكونين إيشو"، تُعرف باسم "شيمو نو هاي كاروتا" (下の句カルタ). في هذه النسخة الخاصة من الكاروتا، لا يُقرأ الشطر العلوي من القصيدة (الهايكو العلوي)، بل يقتصر الحكم على قراءة الشطر السفلي فقط (الهايكو السفلي). 
تُعقد كذلك بطولات كاروتا تعتمد على "هياكونين إيشو" المترجمة إلى اللغة الإنجليزية، حيث تُمارَس اللعبة بنفس قواعدها التقليدية، مع استبدال النصوص اليابانية بالأبيات الإنجليزية المترجمة، مما يوسع نطاق اللعبة ويجعلها وسيلة لتعريف الثقافات الأخرى بالشعر الياباني القديم.
ما كان لأوتا كاروتا أن تُصبح تقليدًا في رأس السنة بغير اعتياد الناس على اللعب بها في جمعاتهم، إذ نشأت تلك العادة في أصلها حين اجتمع الأطفال والشباب في مواسمهم ومناسباتهم، يتذاكرون "هياكونين إيشو" ويلهون بها.
وفي يوم رأس السنة خاصة، أُتيح للصغار ما لم يُتح لهم في غيره من الأيام، فظلوا مستيقظين في سهرٍ ممتد، يلعبون ويترنمون بالقصائد. ومع أواخر عهد إيدو، شاع بينهم الاجتماع لأجل هذه اللعبة، فكانوا يُهيئون دوراتهم بأنفسهم، يُلقون الأشعار ويتسابقون في التقاط البطاقات، حتى صارت اللعبة عنوانًا لهذه الليالي.
ثم توارثتها الأجيال، حتى غدت عادة متأصلة، يجتمع فيها الناس لا ابتغاء اللهو وحده، بل إحياءً للتراث وتثبيتًا للأواصر بينهم. وهكذا أضحت أوتا كاروتا جزءًا من طقوس رأس السنة